# 狗筋蔓属
狗筋蔓属（学名：Cucubalus）是石竹科下的一个属，为披散草本植物。该属仅有狗筋蔓（Cucubalus baccifer）一种，分布于北温带。